# Bernard Williams (Leichtathlet)

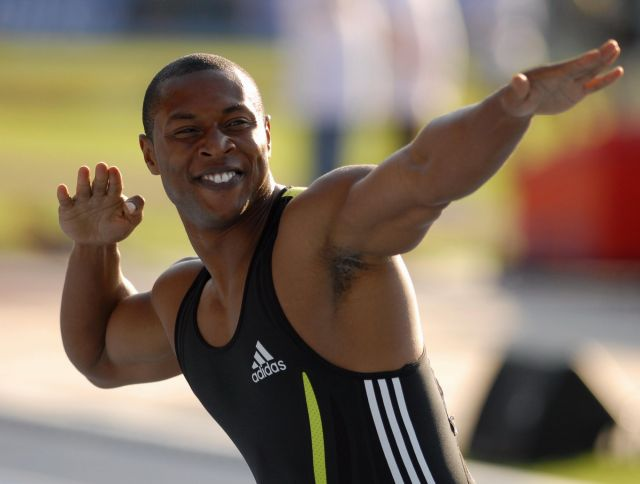
Bernard Williams 2007

Bernard Williams (* 19. Januar 1978 in Baltimore) ist ein ehemaliger US-amerikanischer Leichtathlet.

## Leben
Williams war Sprinter. Seine Spezialdisziplin war die 200 Meter. Seinen ersten internationalen Erfolg hatte er allerdings auf der 100-Meter-Strecke, als er in 9,94 s bei den Weltmeisterschaften 2001 in Edmonton die Bronzemedaille gewann. Jahre später rückte er dann zu Silber auf, weil der ursprüngliche Zweitplatzierte Tim Montgomery wegen Dopings disqualifiziert wurde.
Ansonsten gewann Williams seine Medaillen vor allem mit den US-amerikanischen 4-mal-100-Meter-Staffeln. So auch die Goldmedaille bei den Olympischen Spielen 2000 in Sydney sowie bei den Weltmeisterschaften 2001. Letztere wurde ihm aber nachträglich wegen des Dopingfalles Tim Montgomery wieder aberkannt.
Bei den Olympischen Spielen 2004 in Athen konnte er dann endlich eine olympische Einzelmedaille gewinnen. Über 200 Meter gewann er Silber.
Am 9. September 2004 wurde er bei einem Meeting in Sevilla positiv auf Cannabis getestet.
Bernard Williams wurde gern als Hollywood-Bernard bezeichnet, da er vor allem bei Fernsehübertragungen durch sein Spiel mit den Kameras vor einem Start auffiel. Der extrovertierte Williams wurde deshalb auch gern zu Leichtathletik-Meetings eingeladen, auch in Zeiten, als seine Leistungen nicht unbedingt zur Weltklasse gehörten.
Bernard Williams hatte bei einer Größe von 1,81 m ein Wettkampfgewicht von 73 kg.

## Persönliche Bestleistungen
- 100 m: 9,94 s (5. August 2001)
- 200 m: 20,01 s (24. August 2001, 11. Juli 2003, 26. August 2004)